# Fausto Rossi
Fausto Rossi nebo také Faust'O (* 2. ledna 1954 Sacile, region Furlansko-Julské Benátsko) je italský zpěvák a kytarista. Mezi jeho vzory patřily například skupiny The Velvet Underground a MC5. Později studoval etnomuzikologii a začal se zajímat o jiný druh hudby. Své první album nazvané Suicidio vydal v roce 1978 pod jménem Faust'O. Pod tímto jménem vydal pět dalších alb. V roce se vrátil k původnímu jménu a vydal desku Cambiano le cose. Později následovala řada dalších alb. Na své album L'Erba z roku 1995 zařadil vedle několika autorských písní také coververzi písně „Close Watch“ od velšského hudebníka Johna Calea.